# Речной скат-паратригон
Речной скат-паратригон (лат. Paratrygon aiereba) — вид скатов из семейства речных хвостоколов отряда хвостоколообразных. Единственный известный вид в одноимённом роде (Paratrygon). Эти скаты являются эндемиками бассейна реки Амазонки. Максимальная зарегистрированная длина 130 см, а масса 14 кг.

## Таксономия
Вид впервые был научно описан в 1841 году. Род речных скатов-паратригонов является старшим синонимом  речных скатов-диско (Disceus) рода. Он был создан для классификации Trygon aiereba, описанного Фридрихом Густавом Генле и Мюллером в 1841 году. Вид Paratrygon aiereba является старшим синонимом вида Trygon strogylopterus.
Название рода происходит от слов греч. παρα — «близкий» и др.-греч.  τρίγων — «хвостокол», а видовое название, вероятно, от диалектного бразильского названия любого речного хвостокола.

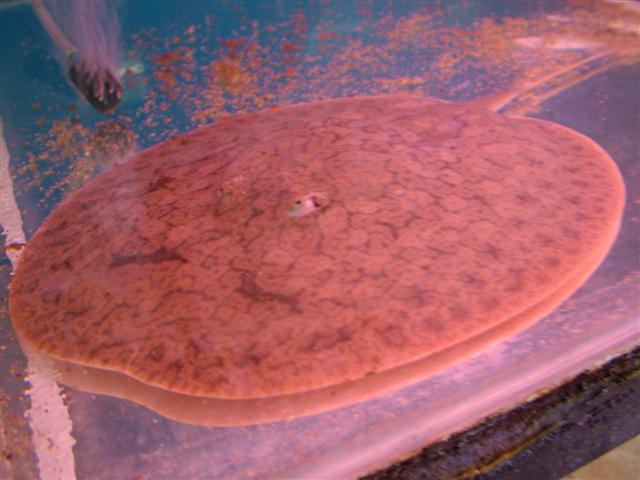

## Ареал
Речные скаты-паратригоны широко распространены по всему бассейну Амазонки. Они обитают на территории Боливии, Бразилии, Эквадора, Перу и Венесуэлы. Эти скаты встречаются на мелководье, где вода прогревается до 25 °С. Молодь держится на песчаных отмелях и бухтах, а взрослые рыбы населяют основное русло рек. В Рио Негро наблюдается ежедневная миграция между мелководьем и глубиной.

## Описание
У речных скатов-паратригонов тело имеет форму круглого диска, спинные плавники и хвостовой плавник отсутствуют. Хвост имеет форму кнута, с ядовитым жалом на конце. Позади глаз расположены брызгальца. На вентральной стороне диска имеются 5 пар жаберных щелей. Максимальная зарегистрированная длина 130 см, а вес 25 кг, а по другим данным 60 кг. Окраска дорсальной поверхности диска серого или желтовато-коричневого цвета с тёмным узором.

## Биология
Подобно прочим хвостоколообразным речные скаты-паратригоны размножаются яйцеживорождением. В помёте, вероятно, 2 новорожденных. Эмбрионы питаются желтком и гистотрофом. Самки приносят потомство каждые 2 года. Продолжительность беременности оценивается в 9 месяцев. Длина новорожденных около 16 см. Самцы и самки достигают половой зрелости при длине 60 и 72 см. Наблюдается сегрегация по полу. Рацион состоит из насекомых, ракообразных и рыб.

## Взаимодействие с человеком
Эти скаты не представляют интереса для коммерческого промысла, однако, пойманных в качестве прилова рыб, поставляют на рынок. В Бразилии экспорт этих скатов, как декоративных рыб, запрещён, однако существует нелегальный оборот. Речные скаты-паратригоны страдают от ухудшения условий среды обитания. Данных для оценки Международным союзом охраны природы статуса сохранности вида недостаточно.